# Copa Intertoto 1970
La Copa Intertoto 1970 fue la décima edición de este torneo de fútbol a nivel de clubes de Europa.
Participaron 52 equipos, 16 más que en la edición anterior, y no hubo un ganador definido, pero el que mostró un mejor rendimiento fue el Slavia Praga de Checoslovaquia.

## Fase de grupos
Los 52 equipos fueron ubicados en 13 grupos de 4 equipos, y retornaron la ubicación de grupos según la ubicación geográfica: 5 grupos de la sección A y 8 de la sección B. Sería la última edición en la que los grupos serían divididos en secciones.

### Grupo A1
| Club              | G | E | P | GF | GC | Pts. |
| ----------------- | - | - | - | -- | -- | ---- |
| Slovan Bratislava | 4 | 2 | 0 | 11 | 5  | 10   |
| Borussia Dortmund | 3 | 0 | 3 | 12 | 10 | 6    |
| Standard Liège    | 1 | 2 | 3 | 10 | 13 | 4    |
| Malmö FF          | 1 | 2 | 3 | 9  | 14 | 4    |

|     | SLO | BOR | STA | MAL |
| --- | --- | --- | --- | --- |
| SLO |     | 2-1 | 3-1 | 0-0 |
| BOR | 0-2 |     | 2-1 | 4-2 |
| STA | 2-2 | 3-0 |     | 2-2 |
| MAL | 1-2 | 0-5 | 4-1 |     |

### Grupo A2
| Club         | G | E | P | GF | GC | Pts. |
| ------------ | - | - | - | -- | -- | ---- |
| Hamburg      | 4 | 2 | 0 | 9  | 4  | 10   |
| ADO Den Haag | 4 | 1 | 1 | 12 | 5  | 9    |
| IFK Göteborg | 0 | 3 | 3 | 11 | 19 | 3    |
| Anderlecht   | 0 | 2 | 4 | 10 | 14 | 2    |

|     | HAM | ADO | GOT | AND |
| --- | --- | --- | --- | --- |
| HAM |     | 2-0 | 1-0 | 1-0 |
| ADO | 0-0 |     | 5-0 | 2-1 |
| GOT | 3-3 | 1-3 |     | 5-5 |
| AND | 1-2 | 1-2 | 2-2 |     |

### Grupo A3
| Club          | G | E | P | GF | GC | Pts. |
| ------------- | - | - | - | -- | -- | ---- |
| Union Teplice | 4 | 1 | 1 | 19 | 9  | 9    |
| Twente        | 2 | 3 | 1 | 13 | 12 | 7    |
| Djurgården    | 1 | 2 | 3 | 8  | 13 | 4    |
| Hannover      | 0 | 4 | 2 | 8  | 14 | 4    |

|     | TEP | TWE | DJU | H96 |
| --- | --- | --- | --- | --- |
| TEP |     | 6-2 | 3-1 | 6-1 |
| TWE | 2-0 |     | 4-1 | 1-1 |
| DJU | 1-2 | 2-2 |     | 2-1 |
| H96 | 2-2 | 2-2 | 1-1 |     |

### Grupo A4
| Club    | G | E | P | GF | GC | Pts. |
| ------- | - | - | - | -- | -- | ---- |
| MVV     | 4 | 2 | 0 | 15 | 8  | 10   |
| Žilina  | 3 | 1 | 2 | 16 | 9  | 7    |
| Örebro  | 2 | 2 | 2 | 4  | 9  | 4    |
| Waregem | 0 | 1 | 5 | 2  | 11 | 1    |

|     | MVV | ŽIL | ÖRE | WAR |
| --- | --- | --- | --- | --- |
| MVV |     | 4-3 | 4-0 | 1-0 |
| ŽIL | 3-3 |     | 4-0 | 3-1 |
| ÖRE | 1-1 | 1-0 |     | 0-0 |
| WAR | 1-2 | 0-3 | 0-2 |     |

### Grupo A5
| Club          | G | E | P | GF | GC | Pts. |
| ------------- | - | - | - | -- | -- | ---- |
| Košice        | 4 | 1 | 1 | 12 | 3  | 9    |
| Åtvidaberg    | 4 | 1 | 1 | 6  | 4  | 9    |
| Duisburg      | 1 | 2 | 3 | 3  | 8  | 4    |
| Holland Sport | 1 | 0 | 5 | 6  | 12 | 2    |

|     | KOS | ÅTV | MSV | HOL |
| --- | --- | --- | --- | --- |
| KOS |     | 2-0 | 3-0 | 4-1 |
| ÅTV | 1-0 |     | 0-0 | 2-1 |
| MSV | 1-1 | 0-1 |     | 2-1 |
| HOL | 0-2 | 1-2 | 2-0 |     |

### Grupo B1
| Club                   | G | E | P | GF | GC | Pts. |
| ---------------------- | - | - | - | -- | -- | ---- |
| Eintracht Braunschweig | 4 | 2 | 0 | 14 | 4  | 10   |
| Grasshopper            | 3 | 1 | 2 | 8  | 10 | 7    |
| Norrköping             | 1 | 2 | 3 | 9  | 9  | 4    |
| Wiener SC              | 1 | 1 | 4 | 5  | 13 | 3    |

|     | BRA | GRA | NOR | WSC |
| --- | --- | --- | --- | --- |
| BRA |     | 2-0 | 1-0 | 3-0 |
| GRA | 1-5 |     | 2-1 | 1-0 |
| NOR | 2-2 | 1-1 |     | 3-0 |
| WSC | 1-1 | 1-3 | 3-2 |     |

### Grupo B2
| Club         | G | E | P | GF | GC | Pts. |
| ------------ | - | - | - | -- | -- | ---- |
| Slavia Praga | 5 | 1 | 0 | 16 | 7  | 11   |
| First Vienna | 2 | 2 | 2 | 12 | 9  | 6    |
| GAIS         | 1 | 2 | 3 | 7  | 13 | 4    |
| Servette     | 1 | 1 | 4 | 5  | 11 | 3    |

|     | SLA | FIR | GAI | SER |
| --- | --- | --- | --- | --- |
| SLA |     | 1-1 | 4-0 | 1-0 |
| FIR | 2-3 |     | 3-3 | 4-1 |
| GAI | 2-3 | 0-2 |     | 1-0 |
| SER | 2-4 | 1-0 | 1-1 |     |

### Grupo B3
| Club               | G | E | P | GF | GC | Pts. |
| ------------------ | - | - | - | -- | -- | ---- |
| Marseille          | 3 | 2 | 1 | 17 | 8  | 8    |
| Zagłębie Sosnowiec | 3 | 1 | 2 | 11 | 10 | 7    |
| AIK                | 1 | 3 | 2 | 10 | 14 | 5    |
| Lausanne Sports    | 0 | 4 | 2 | 5  | 11 | 4    |

|     | MAR | ZAG | AIK | LAU |
| --- | --- | --- | --- | --- |
| MAR |     | 3-1 | 6-2 | 4-0 |
| ZAG | 3-2 |     | 2-1 | 3-1 |
| AIK | 2-2 | 2-1 |     | 1-1 |
| LAU | 0-0 | 1-1 | 2-2 |     |

### Grupo B4
| Club          | G | E | P | GF | GC | Pts. |
| ------------- | - | - | - | -- | -- | ---- |
| Öster         | 4 | 0 | 2 | 16 | 8  | 8    |
| Werder Bremen | 2 | 4 | 0 | 11 | 9  | 6    |
| Beveren-Waas  | 1 | 3 | 2 | 9  | 11 | 5    |
| LASK Linz     | 0 | 3 | 3 | 10 | 18 | 3    |

|     | ÖST | WER | BEV | LIN |
| --- | --- | --- | --- | --- |
| ÖST |     | 1-2 | 1-0 | 4-1 |
| WER | 2-1 |     | 0-0 | 1-1 |
| BEV | 2-5 | 2-2 |     | 4-2 |
| LIN | 1-4 | 4-4 | 1-1 |     |

### Grupo B5
| Club         | G | E | P | GF | GC | Pts. |
| ------------ | - | - | - | -- | -- | ---- |
| Wisła Kraków | 5 | 0 | 1 | 11 | 3  | 10   |
| Hvidovre     | 3 | 1 | 2 | 11 | 6  | 7    |
| Utrecht      | 3 | 0 | 3 | 12 | 10 | 6    |
| Winterthur   | 0 | 1 | 5 | 8  | 23 | 1    |

|     | WIS | HVI | UTR | WIN |
| --- | --- | --- | --- | --- |
| WIS |     | 1-0 | 1-0 | 5-1 |
| HVI | 0-1 |     | 2-1 | 5-1 |
| UTR | 1-0 | 1-3 |     | 4-3 |
| WIN | 1-3 | 1-1 | 1-5 |     |

### Grupo B6
| Club             | G | E | P | GF | GC | Pts. |
| ---------------- | - | - | - | -- | -- | ---- |
| Austria Salzburg | 3 | 1 | 2 | 11 | 6  | 7    |
| Kaiserslautern   | 3 | 1 | 2 | 7  | 3  | 7    |
| Tatran Prešov    | 3 | 1 | 2 | 5  | 7  | 7    |
| KB               | 1 | 1 | 4 | 4  | 11 | 3    |

|     | AUS | KAI | TAT | KBK |
| --- | --- | --- | --- | --- |
| AUS |     | 1-2 | 2-1 | 6-1 |
| KAI | 0-1 |     | 4-0 | 0-1 |
| TAT | 1-0 | 0-0 |     | 2-1 |
| KBK | 1-1 | 0-1 | 0-1 |     |

### Grupo B7
| Club              | G | E | P | GF | GC | Pts. |
| ----------------- | - | - | - | -- | -- | ---- |
| Baník Ostrava     | 5 | 1 | 0 | 10 | 2  | 11   |
| Gwardia Warsaw    | 3 | 2 | 1 | 17 | 5  | 8    |
| Swarovski Wattens | 2 | 0 | 4 | 9  | 15 | 4    |
| Aalborg           | 0 | 1 | 5 | 7  | 21 | 1    |

|     | BAN | GWA | WAT | AAL |
| --- | --- | --- | --- | --- |
| BAN |     | 1-0 | 1-0 | 3-0 |
| GWA | 1-1 |     | 3-0 | 7-1 |
| WAT | 0-2 | 1-5 |     | 5-2 |
| AAL | 1-2 | 1-1 | 2-3 |     |

### Grupo B8
| Club             | G | E | P | GF | GC | Pts. |
| ---------------- | - | - | - | -- | -- | ---- |
| Polonia Bytom    | 3 | 3 | 0 | 11 | 8  | 9    |
| Wacker Innsbruck | 3 | 1 | 2 | 14 | 6  | 7    |
| Rot-Weiss Essen  | 2 | 1 | 3 | 16 | 12 | 5    |
| Horsens          | 0 | 3 | 3 | 3  | 18 | 3    |

|     | POL | WAC | ESS | HOR |
| --- | --- | --- | --- | --- |
| POL |     | 1-0 | 3-2 | 2-2 |
| WAC | 2-3 |     | 4-1 | 4-0 |
| ESS | 1-1 | 1-4 |     | 6-0 |
| HOR | 1-1 | 0-0 | 0-5 |     |